# Марку (Альпы Верхнего Прованса)
Марку́ (фр. Marcoux, окс. Marcòs) — коммуна во Франции, находится в регионе Прованс — Альпы — Лазурный Берег. Департамент коммуны — Альпы Верхнего Прованса. Входит в состав кантона Восточный Динь-ле-Бен. Округ коммуны — Динь-ле-Бен.
Код INSEE коммуны — 04113.

## Население
Население коммуны на 2008 год составляло 492 человека.
| 1962 | 1968 | 1975 | 1982 | 1990 | 1999 | 2008 |
| ---- | ---- | ---- | ---- | ---- | ---- | ---- |
| 180  | 166  | 305  | 390  | 414  | 402  | 492  |

## Экономика
В 2007 году среди 321 человек в трудоспособном возрасте (15—64 лет) 228 были экономически активными, 93 — неактивными (показатель активности — 71,0 %, в 1999 году было 73,9 %). Из 228 активных работали 215 человек (108 мужчин и 107 женщин), безработных было 13 (3 мужчин и 10 женщин). Среди 93 неактивных 31 человек были учениками или студентами, 42 — пенсионерами, 20 были неактивными по другим причинам.

## Достопримечательности
- Замок, летняя резиденция епископов Динь, частично разрушен
- Церковь Сент-Этьен (XII—XIII века), исторический памятник. Позолоченный деревянный алтарь (XVII век)
- Часовня Пейриер

## Фотогалерея

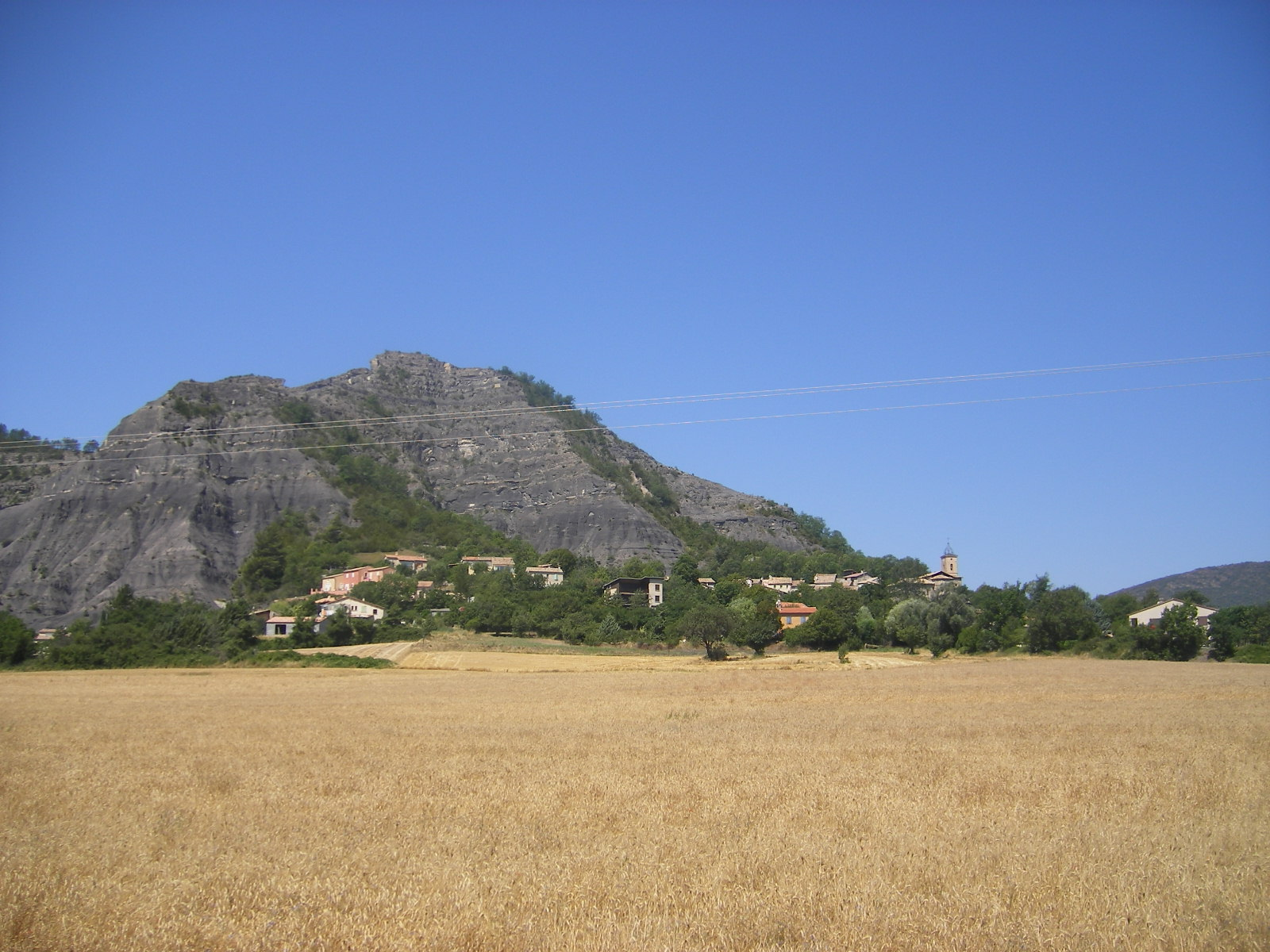
Марку
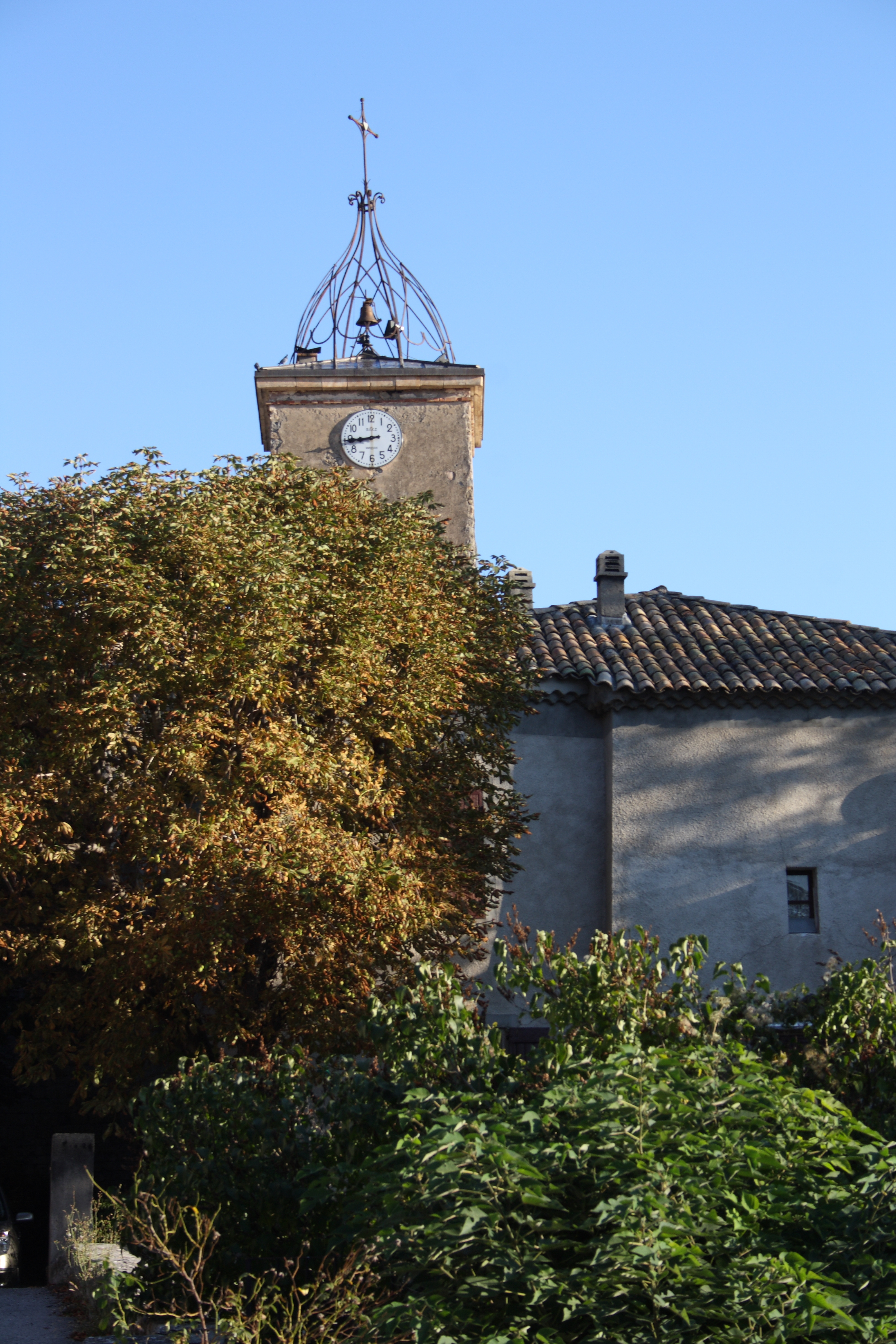
Церковь Сент-Этьен